# Adjacent channel power ratio

Коефіцієнт потужності в сусідньому каналі ACPR (англ. Adjacent Channel Power Ratio) — міра розширення, паразитного попадання сигналу в сусідні канали, викликані нелінійністю тестованого пристрою. Як правило, цей параметр використовується, щоб оцінити ступінь спотворень, викликаних нелінійністю підсилювачів потужності і в цілому трактів передачі радіочастотних (РЧ) блоків. Можна сказати, що коефіцієнт ACPR характеризує їх схильність до створення перешкод пристроям, які використовують сусідній РЧ канал системи радіозв'язку.
У загальному вигляді коефіцієнт ACPR визначається як виражене в децибелах відношення величини потужності P1 в певній смузі частот (BW1) на центральній частоті робочого каналу, до величини потужності P2, зосередженої в певній смузі (BW2) при заданому розладі (F) від  частоти робочого каналу (fc).